# Rancho Rosa Castilla
Rancho Rosa Castilla era una concesión de tierras mexicana de 3283 acres (13,29 km²) en el suroeste de San Rafael Hills, en el actual condado de Los Ángeles, California, otorgada a Juan Ballesteros en 1831 por el gobernador Manuel Victoria.
Incluía las actuales Rose Hills, Lincoln Heights, City Terrace, El Sereno y partes de South Pasadena, Alhambra y Monterey Park. Después de que California se convirtiera en estado, la concesión de tierras no recibió confirmación de la Comisión de Tierras Públicas de Estados Unidos.

## Historia
Cuando los franciscanos españoles fundaron la Misión de San Gabriel en 1771, llamaron al pequeño río El Río Rosa de Castillo. En 1831, el terreno fue concedido al destacado californio Juan Ballesteros, el Registro del Pueblo de Los Ángeles de 1823 a 1824. El rancho fue bautizado Rancho Rosa de Castilla. «Rancho Rosa de Castilla» recibió su nombre por la abundante cantidad de rosas de madera nativas (Rosa californica) a lo largo del arroyo.
Con la cesión de California a los Estados Unidos después la intervención estadounidense en México, el Tratado de Guadalupe Hidalgo de 1848 dispuso que se respetarían las concesiones de tierras. Como lo exige la Ley de Tierras de 1851, Anacleto Lestrade, un sacerdote de la Misión de San Gabriel, presentó un reclamo por Rancho Rosa Castilla ante la Comisión de Tierras Públicas en 1852, pero la concesión de Rosa de Castilla no recibió confirmación de la Comisión de Tierras. La Junta de Comisionados de Tierras rechazó el reclamo porque: (a.) los límites no estaban claros; y (b.) que el cesionario original, Juan Ballesteros, no había ocupado el terreno de manera continua como se requería.
En 1852, el título pasó a manos de Jean-Baptiste Batz y su esposa, Catalina. Batz, un emigrado vasco, utilizó la tierra para la agricultura y la cría intensiva de ovejas. En 1882, después de la muerte de Jean-Baptiste y Catalina, la tierra se dividió entre seis de sus hijos.
La calle Paseo Rancho Castilla, que rodea la Universidad Estatal de California, Los Ángeles, lleva el nombre de Rancho Rosa Castilla.